# Norfolk Southern Railway
A Norfolk Southern, (NS) é uma das maiores empresas ferroviárias dos Estados Unidos da América operando 58 mil quilômetros de linhas em 22 estados da região leste e central daquele país, sendo diretamente responsável pela manutenção de  46 mil. A Norfolk Southern Railway é subsidiária da Norfolk Southern Corporation, cuja sede está localizada na cidade de Norfolk, no Estado da Virginia, tendo sido formada em 23 de julho de 1980, com ações na Bolsa de Valores de New York. Em primeiro de outubro de 2014, seu capital total era de US$34,5 bilhões.
Surgiu da fusão das companhias Norfolk and Western Railway e Southern Railway. Em 1999, adquiriu uma boa parte da Conrail (Consolidated Rail Corporation). A NS também acessa o Canadá via Toronto e Montreal. A carga mais comum em suas linhas é o carvão mineral, extraído de minas em Indiana, Kentucky, Pennsilvanya, Tennessee, Viginia e Virginia Ocidental, sendo a empresa que mais movimenta esse tipo de produto, tanto no mercado interno, quanto para exportação. Atualmente, é a maior transportadora de peças para veículos, bem como de veículos completos. A empresa também possui grande rede de transporte intermodal, no leste dos EUA.

## História

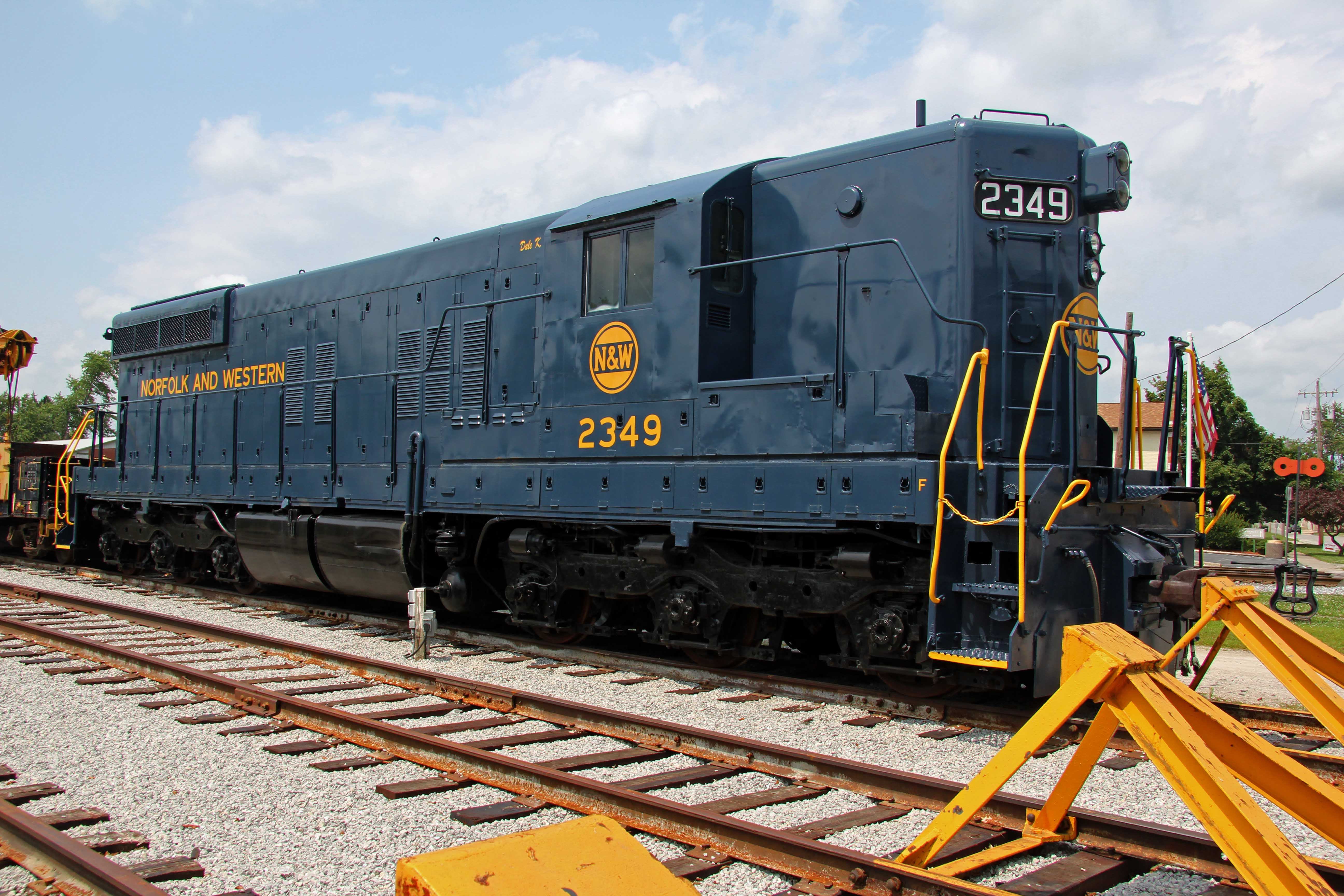
Locomotiva da N&W em Mad River and NKP Railroad Museum in Bellevue, OH

A NS iniciou no começo da década de 1980, com a criação da "Norfolk Southern Corporation", uma holding para a Southern Railway e Norfolk and Western, fundadas em 1894 e 1881, respectivamente. A nova empresa recebeu o nome de Norfolk Southern Railway, em referência a uma antiga linha comprada pela Southern, em 1974, que atendia basicamente North Carolina e o sudeste da Virginia. Sua sede foi estabelecida na cidade de Norfolk. Na época de sua inauguração, houve um mal-estar durante o desvendamento de uma peça de mármore na entrada da empresa, onde se lia "Norfork Southern Railway". Algum tempo depois, a peça foi substituída. A NS concorre diretamente com a CSX Transportation no leste americano, a qual foi formada depois da aprovação do Interstate Commerce Commission, em 1980, após fusão da Chessie System com a Seabord System
As ferrovias predecessoras da NS datam de meados da década de 1820, como a antecessora da Southern Railway, que se chamava South Carolina Canal & Rail Road, iniciando sua operações em 1827, tornando-se a primeira a oferecer serviços de trens de passageiros, em 1830, com o trem "Best Friend of Charleston". Outra antiga predecessora, a Richmond & Danville Railroad,(R&D)  formada em 1847, expandiu-se bastante sob a presidência de Algernon S. Buford, após a Guerra Civil Americana, mas o pós guerra seria difícil para a R&D, assim, em 1894, tornou-se a porção maior da Southern Railway. O financista J.P. Morgan escolheu Samuel Spencer como presidente da, então, nova empresa. Lucrativa e avançada, a Southern foi a primeira das grandes ferrovias americanas, a fazer a transição da tração a vapor para a Diesel.

A City Point Railroad, uma ferrovia de 14 km, estabeleceu-se em 1838 na Virginia, ao sul da cidade de Richmond, (especificamente City Point, próxima a parte navegável do James River e atualmente, parte da cidade de Hopewell) e seguia em direção a Petersburg. Esta foi comprada pela South Side Railroad em 1854. Após a Guerra Civil Americana, esta se tornou parte da Atlantic, Mississippi & Ohio Railroad (AM&O), uma linha que passava pelo sul da Virginia, também formada por fusão de outras empresas. A AM&O era a parte mais antiga da Norfolk and Western, quando esta se formou, em 1881. Os novos proprietários investiram nas minas de carvão da Virginia e West Virginia, produto que norteou e enriqueceu a empresa. Na segunda metade do século XX, a NW adquiriu a Virginian Railway, em 1959, Wabash Railway, em 1960 e a Nickel Plate Road, em 1964, dentre outras. Em 1990, a Southern Railway e a Norfolk and Western, formaram a Norfolk Southern Railway, após a fusão das duas.

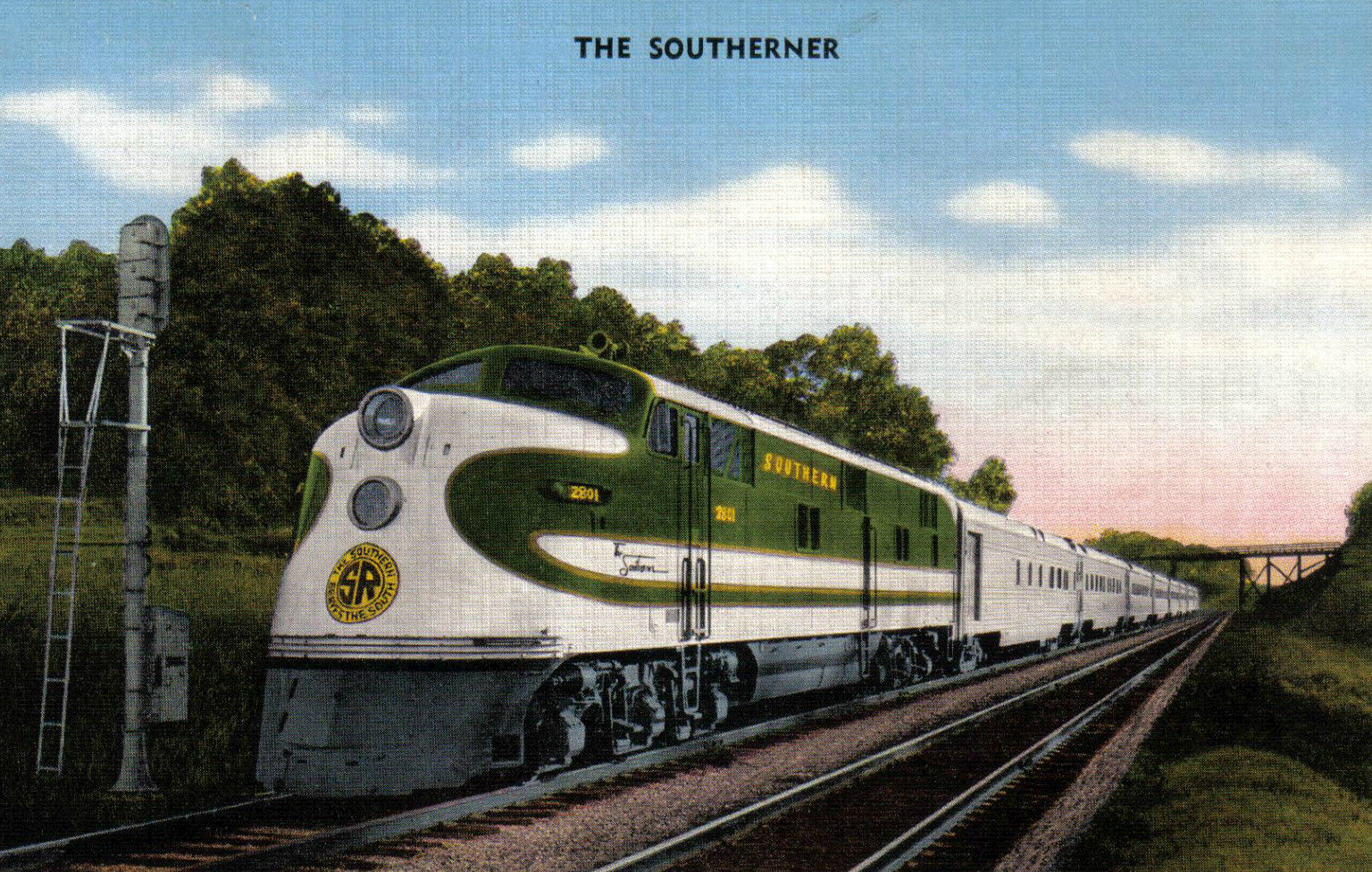
Trem de passageiros da Southern Railway.

A NS cresceu com a aquisição de mais da metade da Conrail. Em 1996, a CSX comprou o restante e ambas, com autorização da Surface Transportation Board, em 1997, se juntaram para operar nas linhas da Conrail, que pertenceram a Pennsilvanya Railroad, em torno de 18.000 km
De acordo com o relatório anual de 2015, a NS tinha mais de 30.400 empregados, 4353 locomotivas e 76.641 vagões. Além disso, o transporte de carvão respondia por cerca de 17% do total de receita da empresa; produtos automotivos, químicos, agrícolas, metálicos, papéis  e outros, por 62%, e o restante, containeres. Em 2016,  a NS e a Canadian Pacific estudavam a fusão de ambas, mas nada ficou resolvido.

## Divisões Regionais
- Lake
- Dearborn
- Illinois
- Alabama
- Georgia
- Piedmont
- Pittsburgh
- Harrisburg
- Central
- Pocahontas

## Instalações
Com 34 mil km de linhas próprias, operando em 22 estados, sendo, assim, a maior ferrovia do leste norte americano, cabe destacar três importantes pontos em seu sistema: Harrisburg-Pennsylvania, Chicago-Illinois e Atlanta-Georgia, onde ela mantém instalações operacionais, tais como, páteos de classificação de vagões, terminais intermodais e oficinas de locomotivas e vagões.
A NS detém o direito de operar seus trens com sua própria equipe, inclusive nas vias pertencentes a seus concorrentes, nos EUA e Canadá. Esses direitos, permitem operação de trens entre Dallas, no Texas (oeste), Waterville, no Maine (norte) e Miami, na Florida (Sul).

### Páteos de Carga Geral

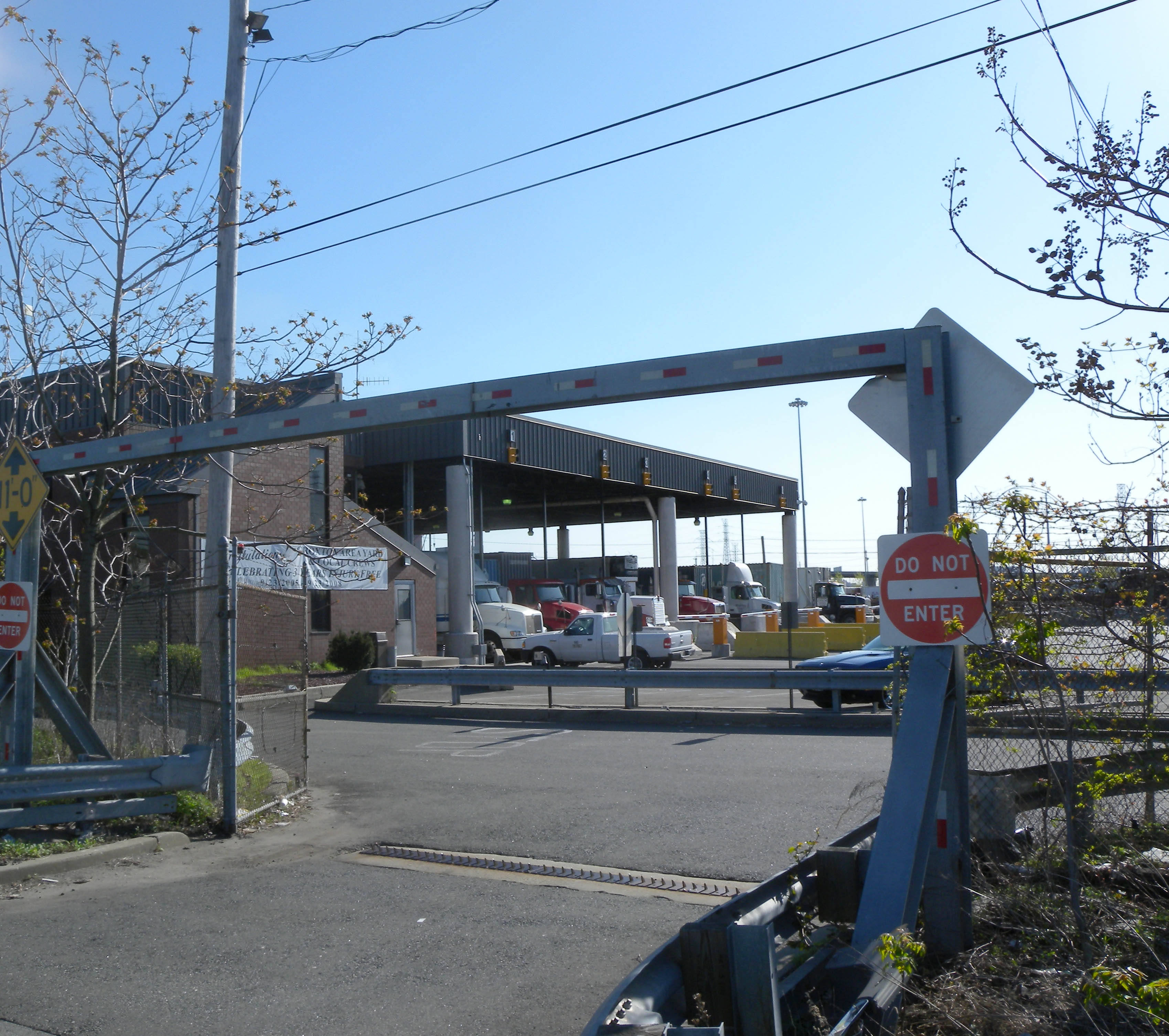
Instalação da NS em Croxton, New Jersey, perto de Jersey City, New Jersey.

- Allentown, PA
- Altoona, PA
- Chamblee, GA
- Baltimore, MD
- Bellevue, OH
- Birmingham, AL
- Chattanooga, TN
- Chicago, IL
- Cincinnati, OH
- Cleveland, OH
- Columbus, OH
- Conway, PA – Conway Yard
- Decatur, IL
- Detroit, MI
- Elrama, PA Shire Oaks yard
- Elkhart, IN
- Harrisburg, PA – Enola Yard
- Kansas City, MO
- Linwood, NC – Spencer Yard[1]
- Louisville, KY
- Macon, GA
- Newark, NJ
- Norfolk, VA
- Roanoke, VA
- Sheffield, AL
- St. Louis, MO – Luther Yard

### Páteos de Intermodais
- Atlanta, GA - Inman
- Austell, GA (Whitaker)
- Ayer, MA
- Baltimore, MD
- Bethlehem, PA
- Buffalo, NY
- Charlotte, NC
- Chesapeake, VA – Portlock
- Chicago, IL – 47th Street
- Chicago, IL – 63rd Street
- Chicago, IL – Calumet
- Chicago, IL – Landers
- Cincinnati, OH – Gest Street

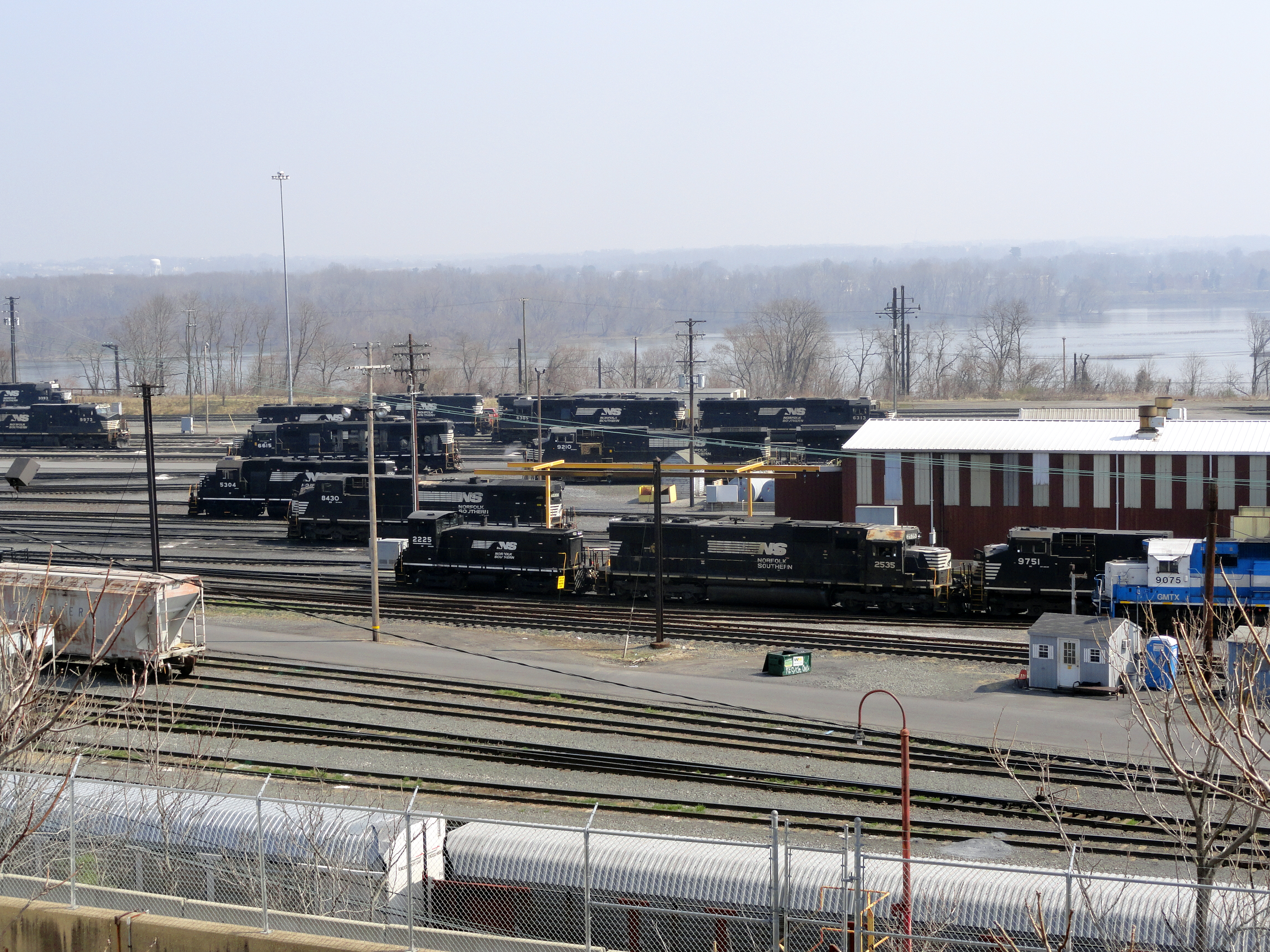
Páteo de Enola, PA

- Collierville, TN – Rossville (Memphis)
- Columbus, OH
- Dallas, TX – KCS
- Decatur, IL
- Detroit, MI – Delray
- Detroit, MI – Livernois
- Elizabeth, NJ – Elizabeth Marine Terminal
- Elizabeth, NJ – E-Rail
- Front Royal, VA
- Garden City, GA – Garden City Marine Terminal (Savannah)
- Georgetown, KY
- Greencastle, PA – Franklin County Regional Intermodal Facility
- Greensboro, NC
- Greer, SC – South Carolina Inland Port
- Harrisburg, PA – Harrisburg Intermodal Yard
- Harrisburg, PA – Rutherford Intermodal Yard
- Huntsville, AL
- Jacksonville, FL
- Jersey City, NJ (Croxton)
- Kansas City, MO
- Langhorne, PA (Morrisville)
- Louisville, KY – Appliance Park
- Louisville, KY – Buechel
- Maple Heights, OH (Cleveland)
- McCalla, AL (Birmingham)
- Mechanicville, NY (Albany)
- Memphis, TN – Forrest Yard
- Norfolk, VA – Norfolk International Terminals
- North Charleston, SC (Charleston)
- Portsmouth, VA – APM Terminal
- Rossville, TN - Rossville Intermodal Facility

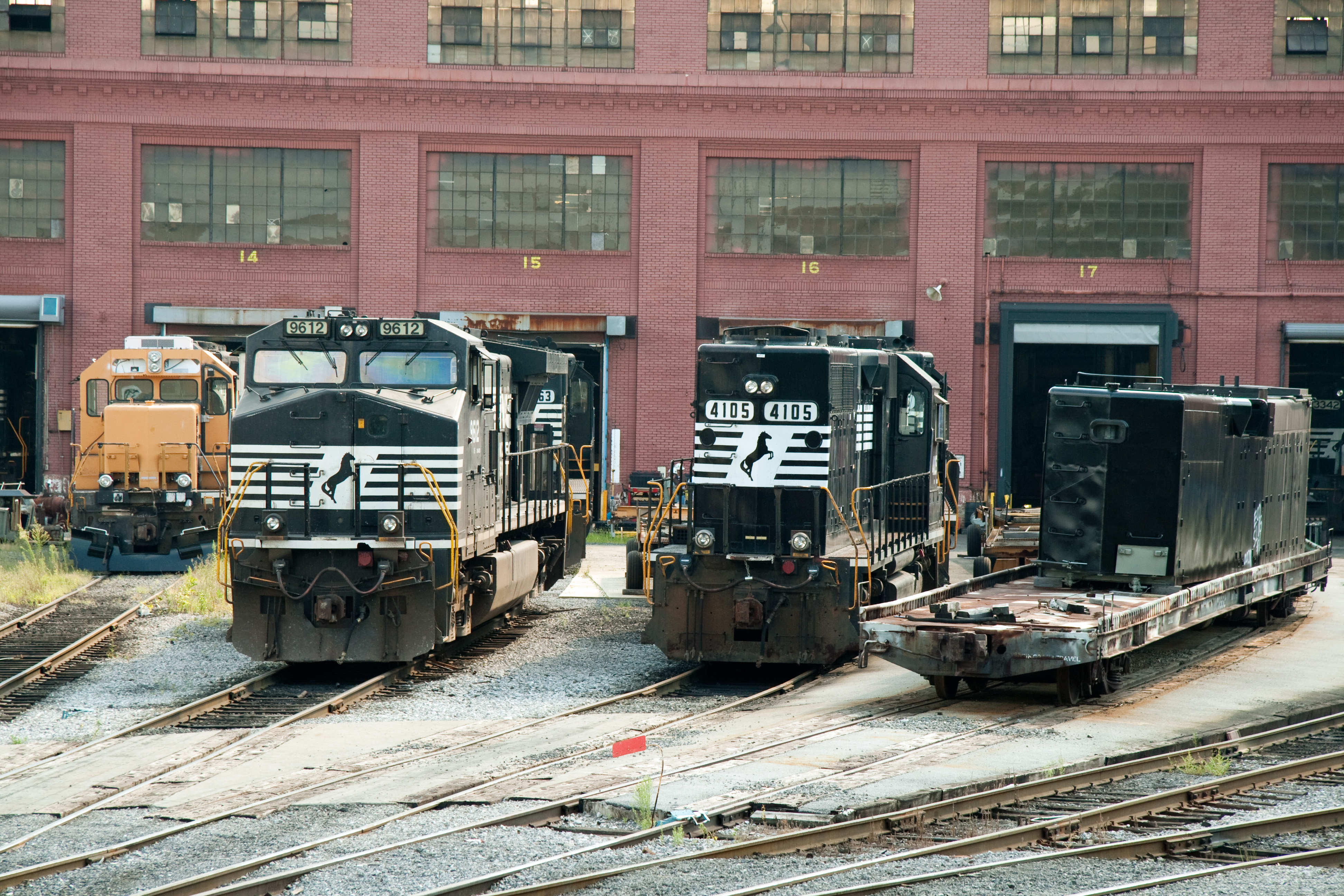
Oficina de Altoona, PA.

- Savannah, GA – Port Wentworth
- Sharonville, OH (Cincinnati)
- St. Louis, MO
- Taylor, PA
- Toledo, OH
- Wall, PA (Pittsburgh)

### Oficinas de Locomotivas
- Altoona, PA – Altoona Works
- Bellevue, OH
- Chattanooga, TN
- Conway, PA – Conway Yard
- Elkhart, IN
- Harrisburg, PA – Enola Yard
- Roanoke, VA – Shaffer's Crossing Locomotive Shop
- Roanoke, VA – Roanoke Locomotive Shop

A NS e a CSX, compartilham o Oak Island Yard, gerenciado pela Conrail Shared Assets Operations, em Newark, New Jersey.

## Meio Ambiente
A 6 de janeiro de 2005, o descarrilhamento de um trem da NS, resultou no vazamento de grande quantidade de cloro e óleo Diesel, atingindo pequenos riachos, em Graniteville, South Carolina. Além disso, uma nuvem tóxica de vapores atingiu a cidade, forçando sua evacuação. Uma corte da justiça americana condenou a empresa pela violação do Clean Water Act,  obrigando-a a arcar com as reparações ao meio ambiente.
No começo de 2008, Jimmy Johnston, gerente de um programa estatal para qualidade do ar, na Georgia, elogiou a iniciativa da NS sobre a modernização de suas locomotivas, com a finalidade de redução do impacto ambiental, causada pela emissão de poluentes. 3.800 de suas locomotivas receberam equipamentos que garantem 70% a mais, de eficiência, quando comparadas. Essa nova tecnologia permite a queima de forma mais eficiente do combustível durante a viagem, tornando as locomotivas mais econômicas e menos poluidoras.
A empresa também apresentou uma locomotiva experimental, nº 999, movida a bateria, para manobras de formação de trens. Esse protótipo foi desenvolvido pela NS juntamente com o United States Department of Energy, o Federal Railroad Administration e a Pennsylvania State University.

## Locomotivas e Vagões

### Locomotivas
A grande maioria das locomotivas da frota da NS, vieram de suas predecessoras, principalmente Norfolk and Western (NW), Southern Railway (SR) e Conrail (CR). Muitas locomotivas oriundas da NW e SR, possuem o nariz (frente da locomotiva) alto, muito comum nas locomotivas mais antigas e mesmo com a idade, muitas ainda permanecem em serviço, pois foram modernizadas. A modernização de locomotivas é prática comum na empresa, livrando, assim, muitas de serem demolidas.
Historicamente, a NS somente havia utilizado locomotivas Diesel-elétricas com motores de tração de corrente contínua e, juntamente com a Canadian Pacific Railway, foram as últimas a adquirir locomotivas com motores de tração de corrente alternada. Em setembro de 2008, entretanto, A NS encomendou 23 locomotivas ES44AC à General Electric e depois, mais 147, do mesmo modelo, além de adquirir 150 EMD SD70ACe's.

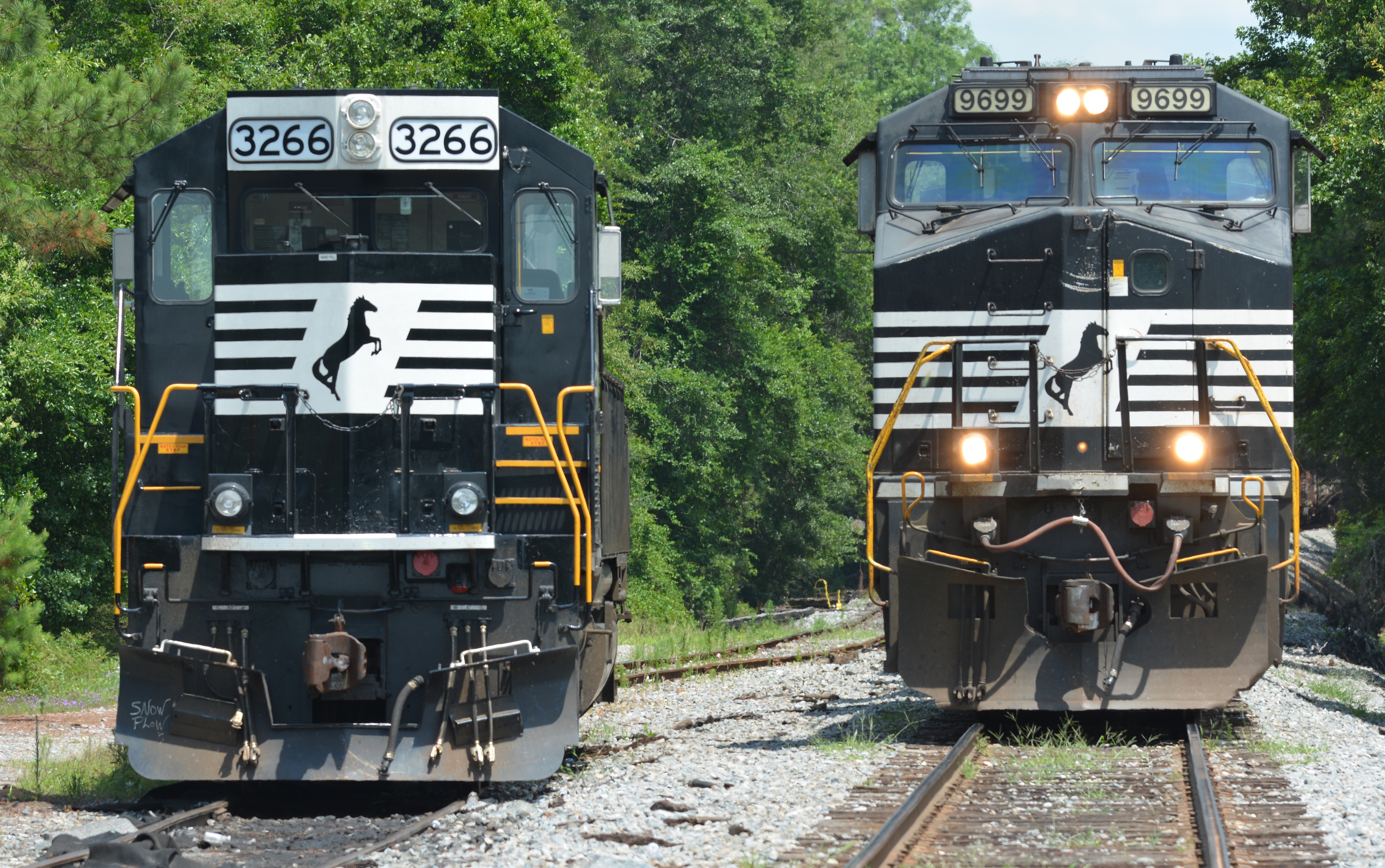
Uma antiga SD40-2 da Southern Railway com a nova "Admiral Cab", à esquerda.

Em 2012, com a chegada gradativa das novas locomotivas, a NS iniciou o processo de devolução de locomotivas que haviam sido alugadas de diversas empresas: nove EMD SD60m e seis EMD SD75m, da BNSF; 12 EMD SD80mAC, da CSX; a maioria das EMD SD90mAc, da Union Pacific e mais de 130 EMD SD40-2, da Cit Group e Helm Leasing. As locomotivas SD90mAC estão sendo reconstruídas e modernizadas, transformando-se em SD70ACu's, mantendo seu motor Diesel original, o 20-710G3B. Existe a possibilidade das EMD SD80mAC passarem pelo mesmo processo, de acordo com a empresa. A NS, tem também, um programa para troca de cabines de suas locomotivas EMD de nariz alto, chamado de "Admiral Cabs", que já foram instaladas em muitas EMD SD40-2 e EMD GP38-2, além de outras.

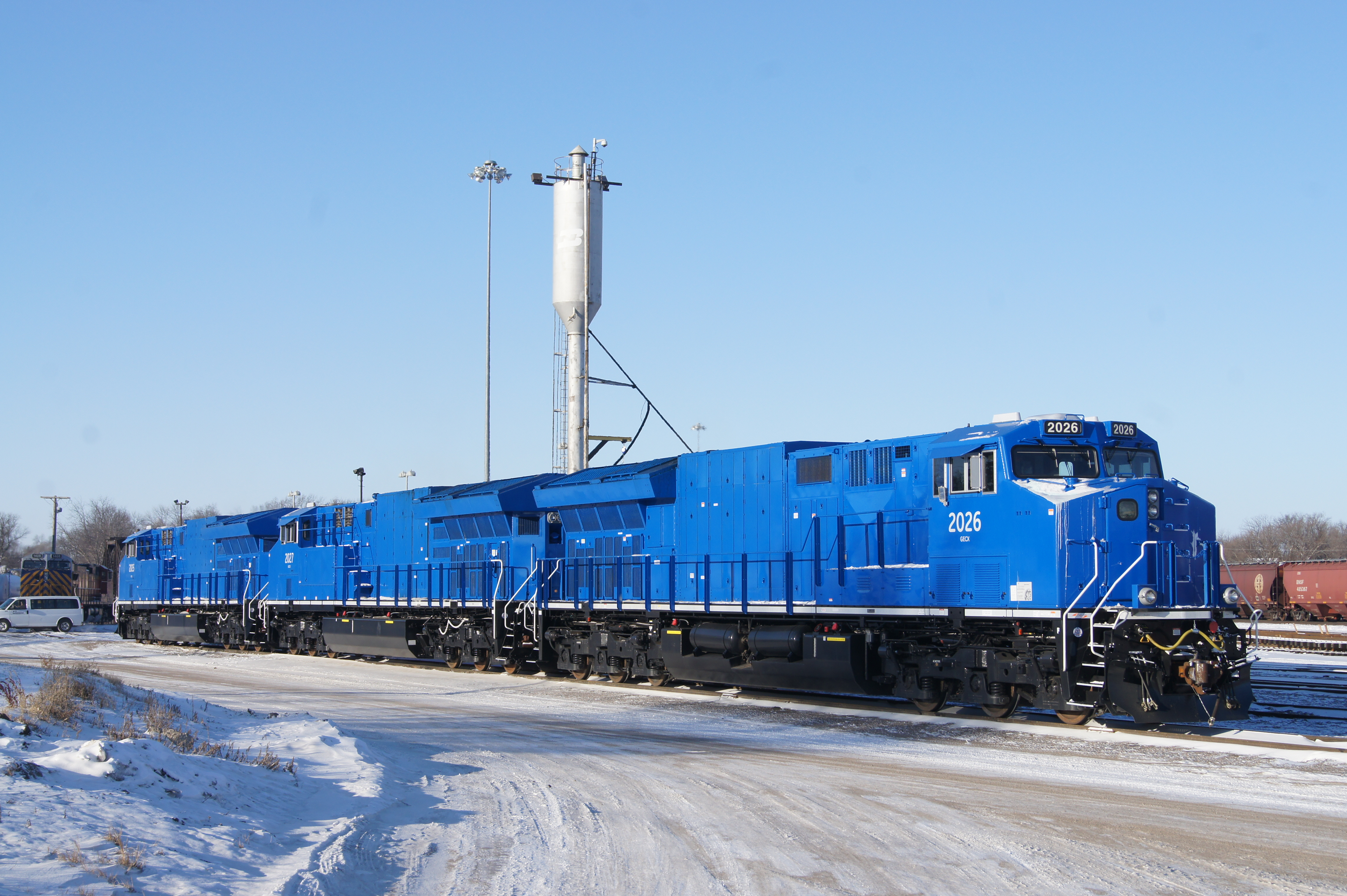
Três GE ET44AC's com pintura de fábrica.

A NS, iniciou em 2015, um programa para conversão das antigas GE Dash 8-40C's em Dash 8.5-40CW. Algumas unidades foram transformadas, recebendo nova cabine, modernização do motor Diesel e parte elétrica. Em 2016, chegou-se a conclusão de que essa mudança era desinteressante para a empresa, assim foram encomendadas novas locomotivas GE ET44AC's, para substituírem as Dash 8-40C's. 46 GE ET44AC, também conhecidas como "Tier 4" foram encomendadas em 2014, quando começou a vigorar o novo requerimento Tier 4, da EPA.
Em mais um programa de reforma, ainda em 2016, as GE Dash 9-40C's são, agora os alvos. A reforma envolve a reconstrução do motor Diesel, atualizando-o para diminuição de emissão de poluentes, nova cabine (incluindo GE Trip Optimizer, PTC, Cab Signals, TSL), novos equipamentos eletrônicos (DPU e ECP), incremento no peso e freio manual elétrico (estacionamento). A meta a ser atingida é a reforma de todas as Dash 9 e serão classificadas como GE AC44C6M.

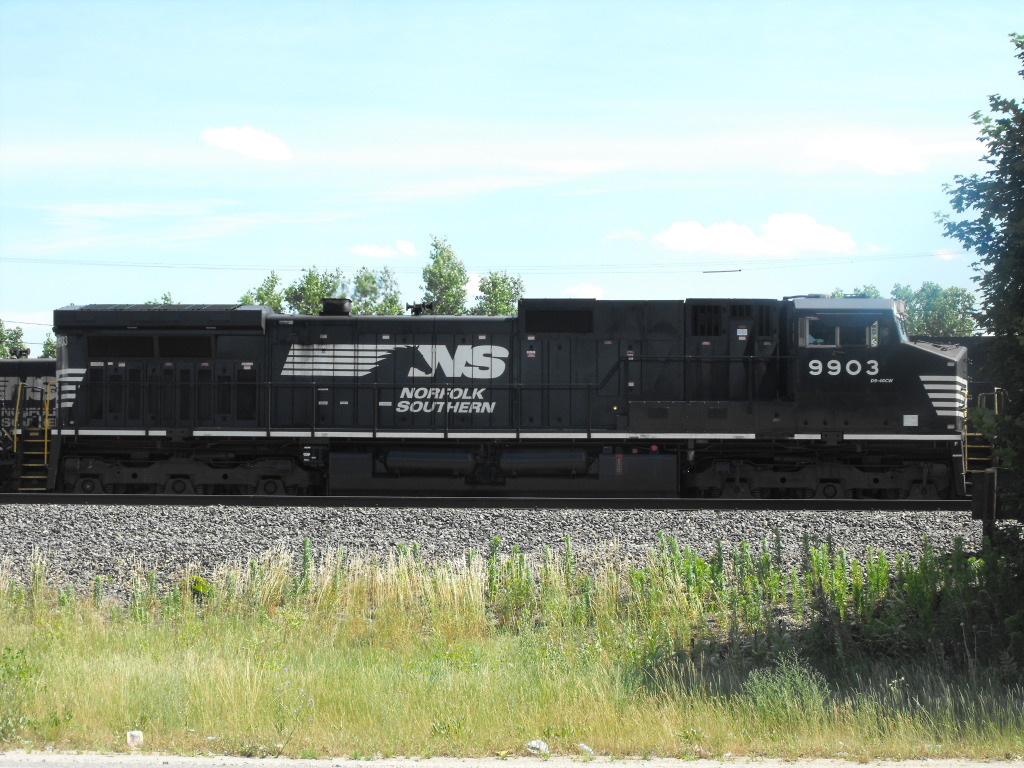
GE Dash 9-40CW #9903 em Elkhart, Indiana .
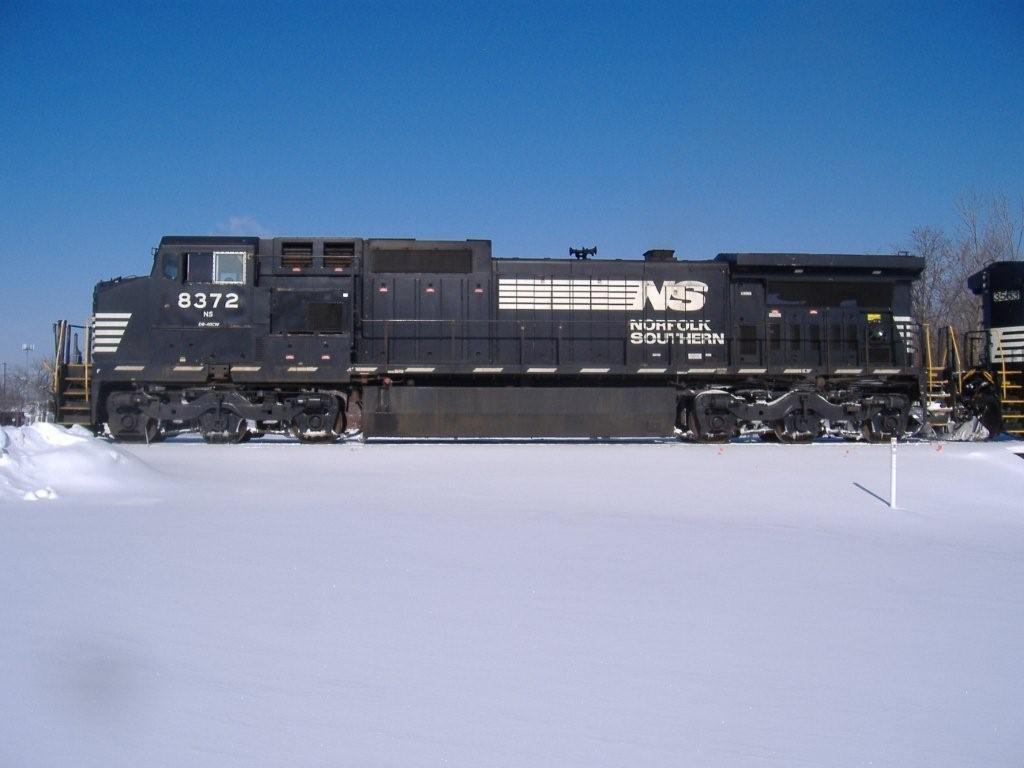
GE Dash 8-40CW #8372 em Kalamazoo, Michigan.
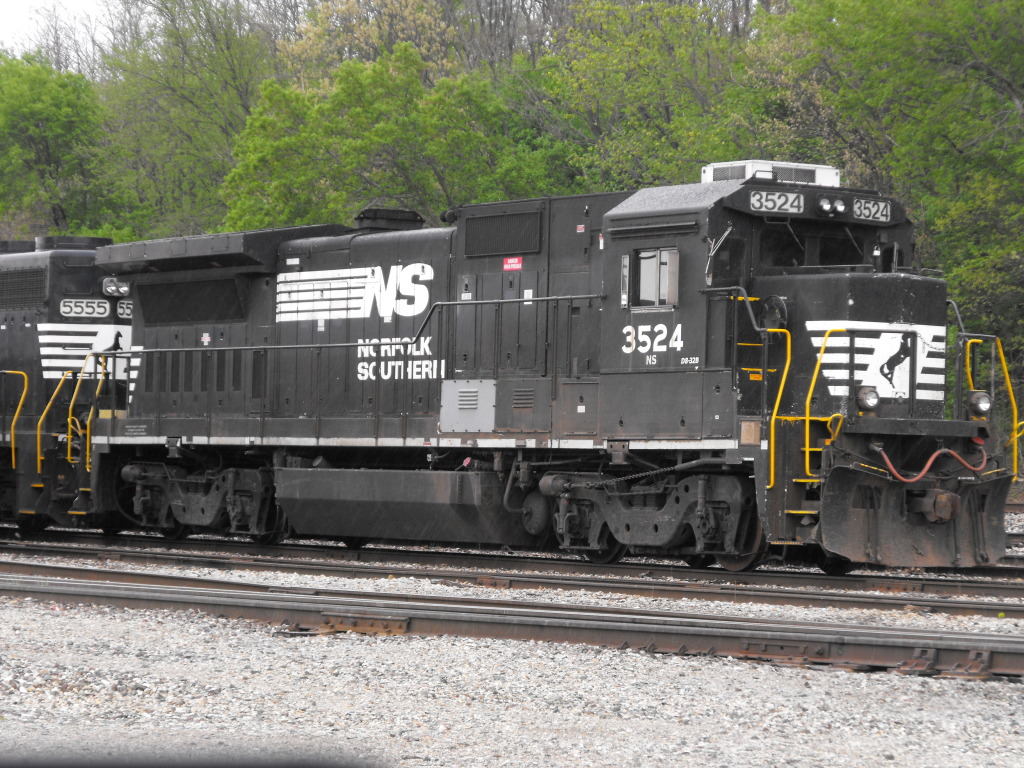
GE Dash 8-32B #3524 em Battle Creek, Michigan.
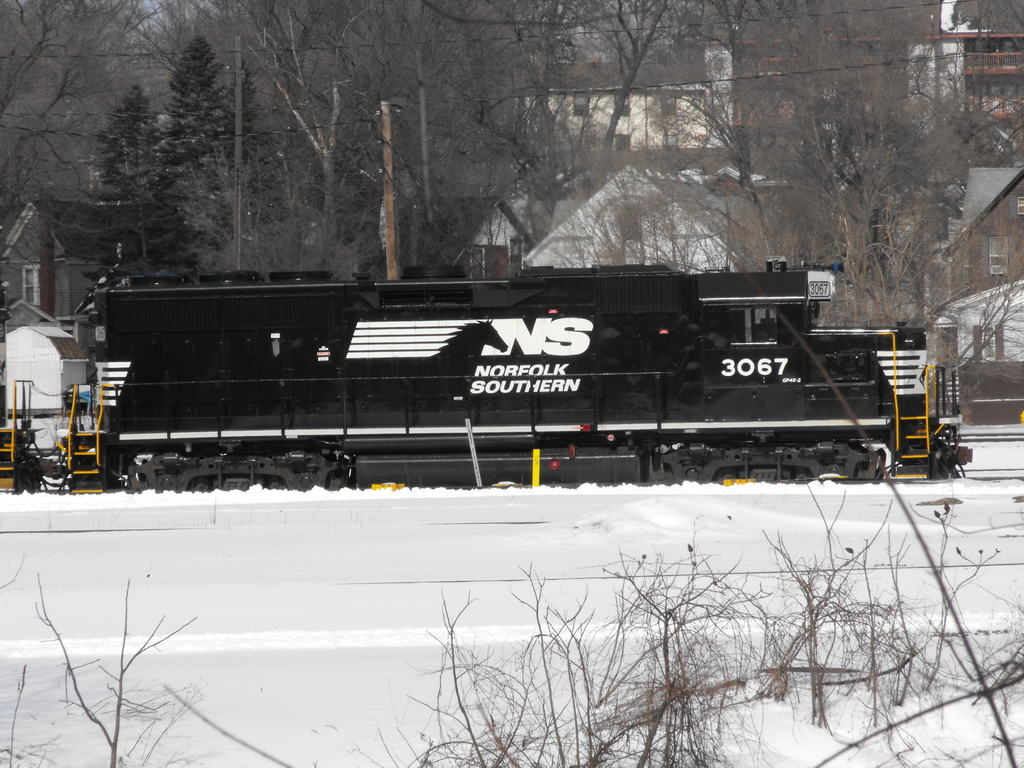
EMD GP40-2 #3067 em Kalamazoo, Michigan.
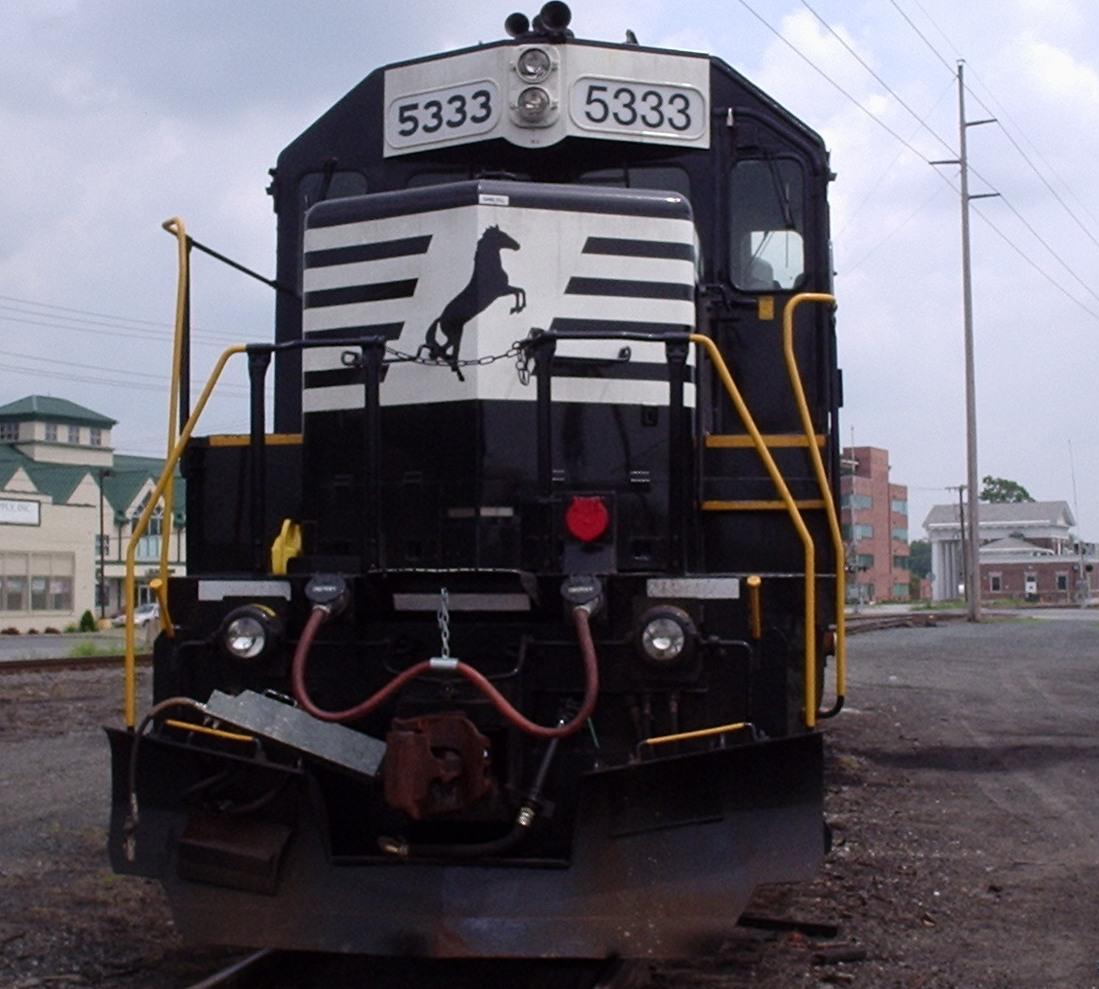
EMD GP38-2 #5333] em Dover, Delaware.
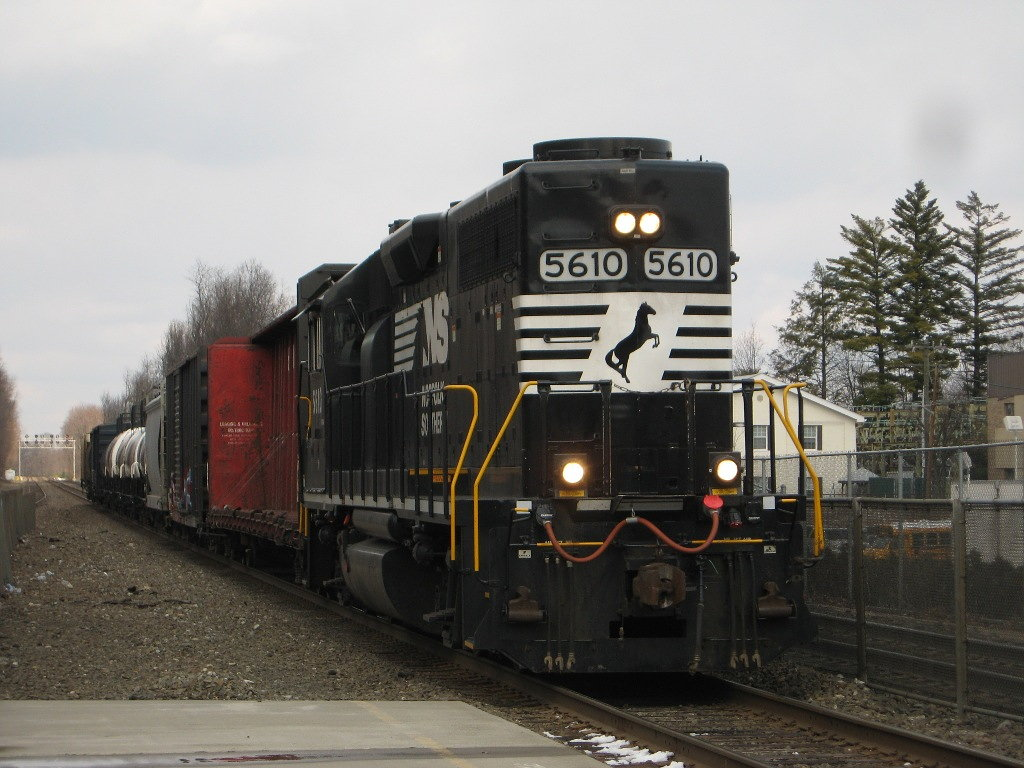
EMD GP38-2 #5610 em Ridgewood, New Jersey.
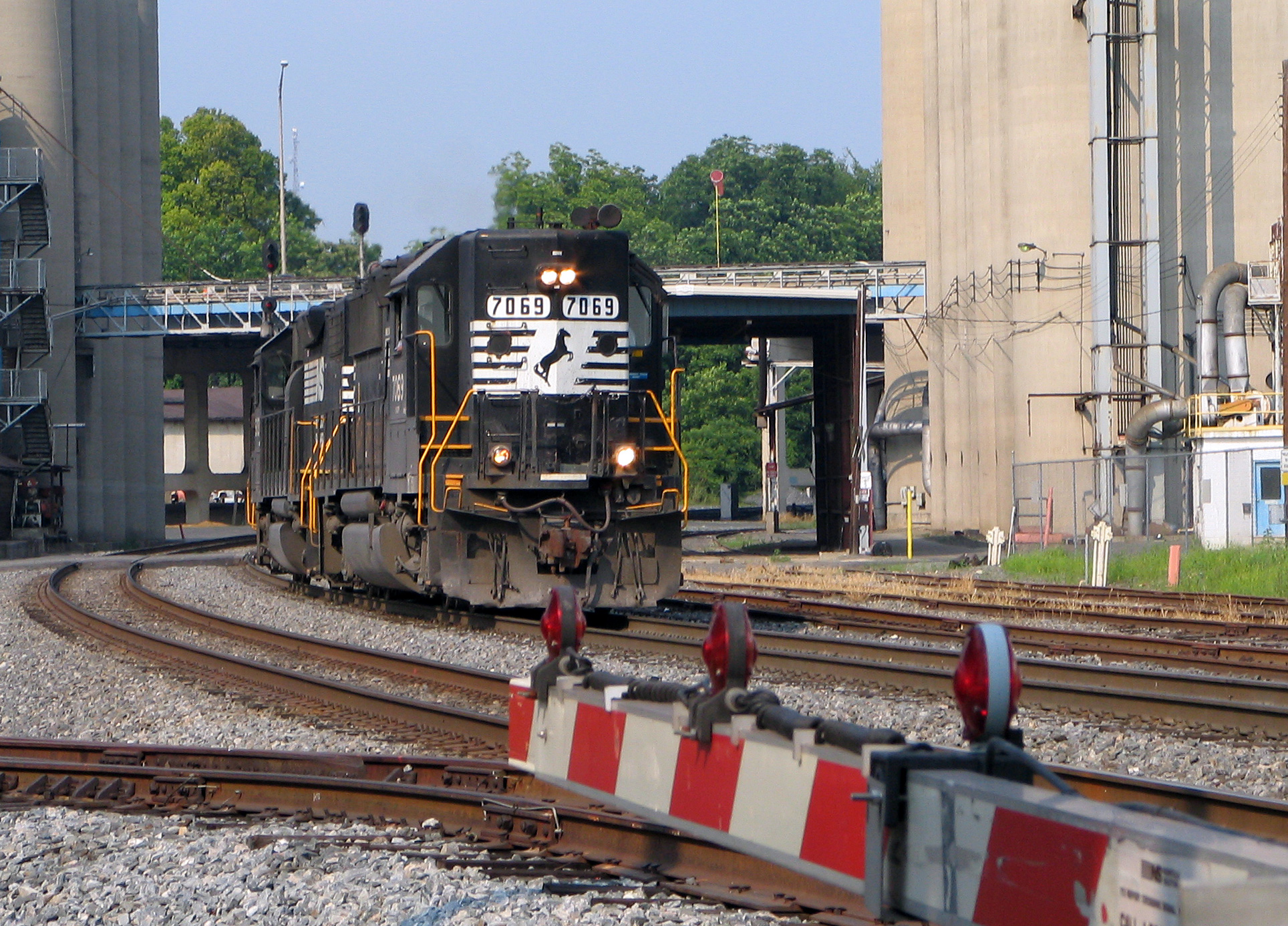
EMD GP50 #7069 em Charlotte, North Carolina.
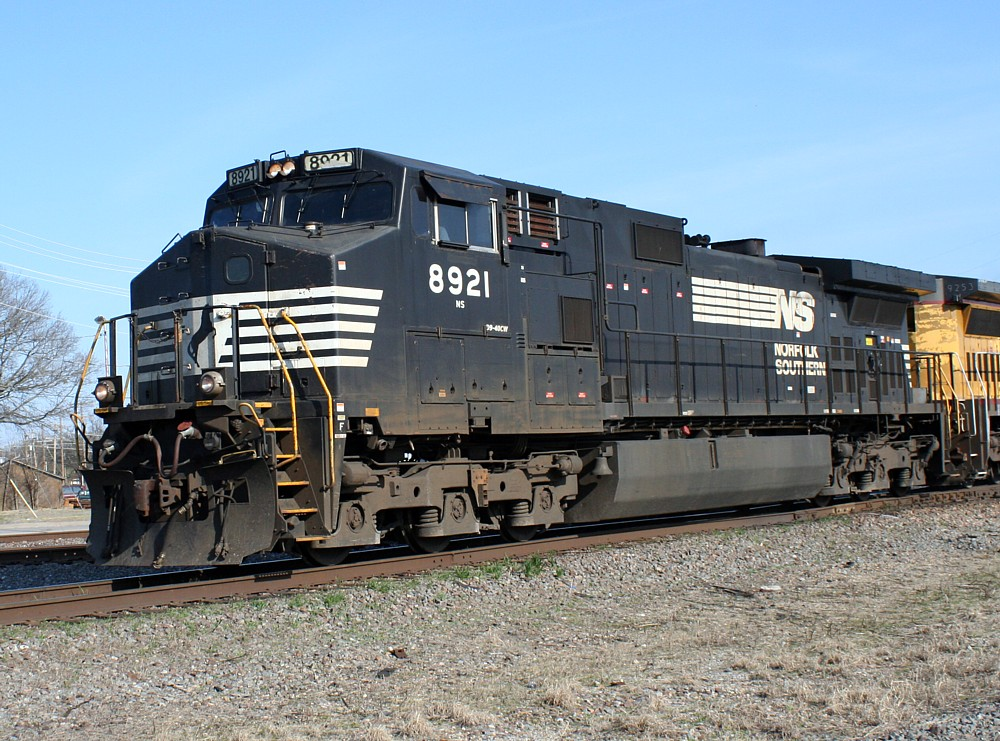
GE Dash 9-40CW #8921.
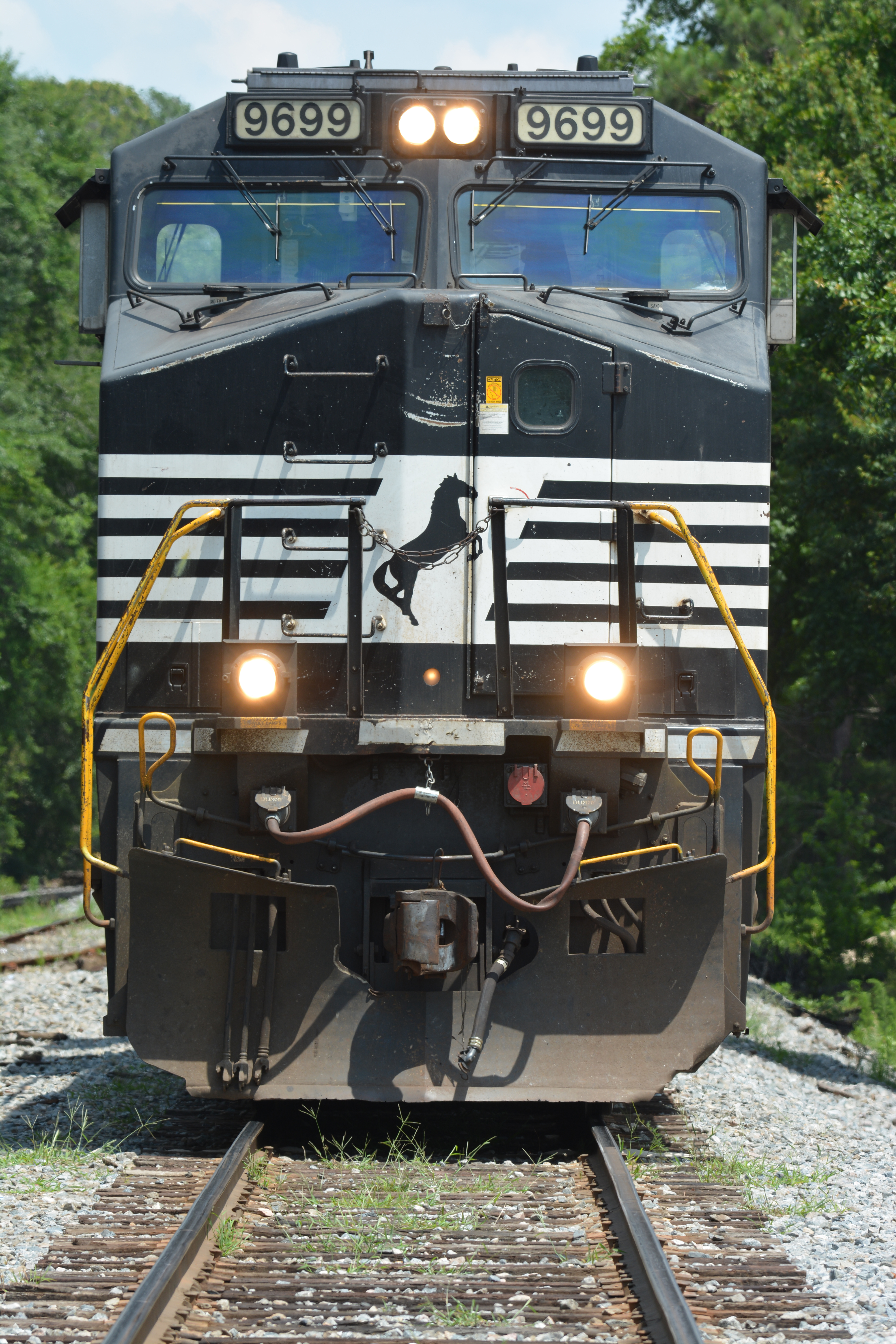
GE Dash 9-40CW #9699.
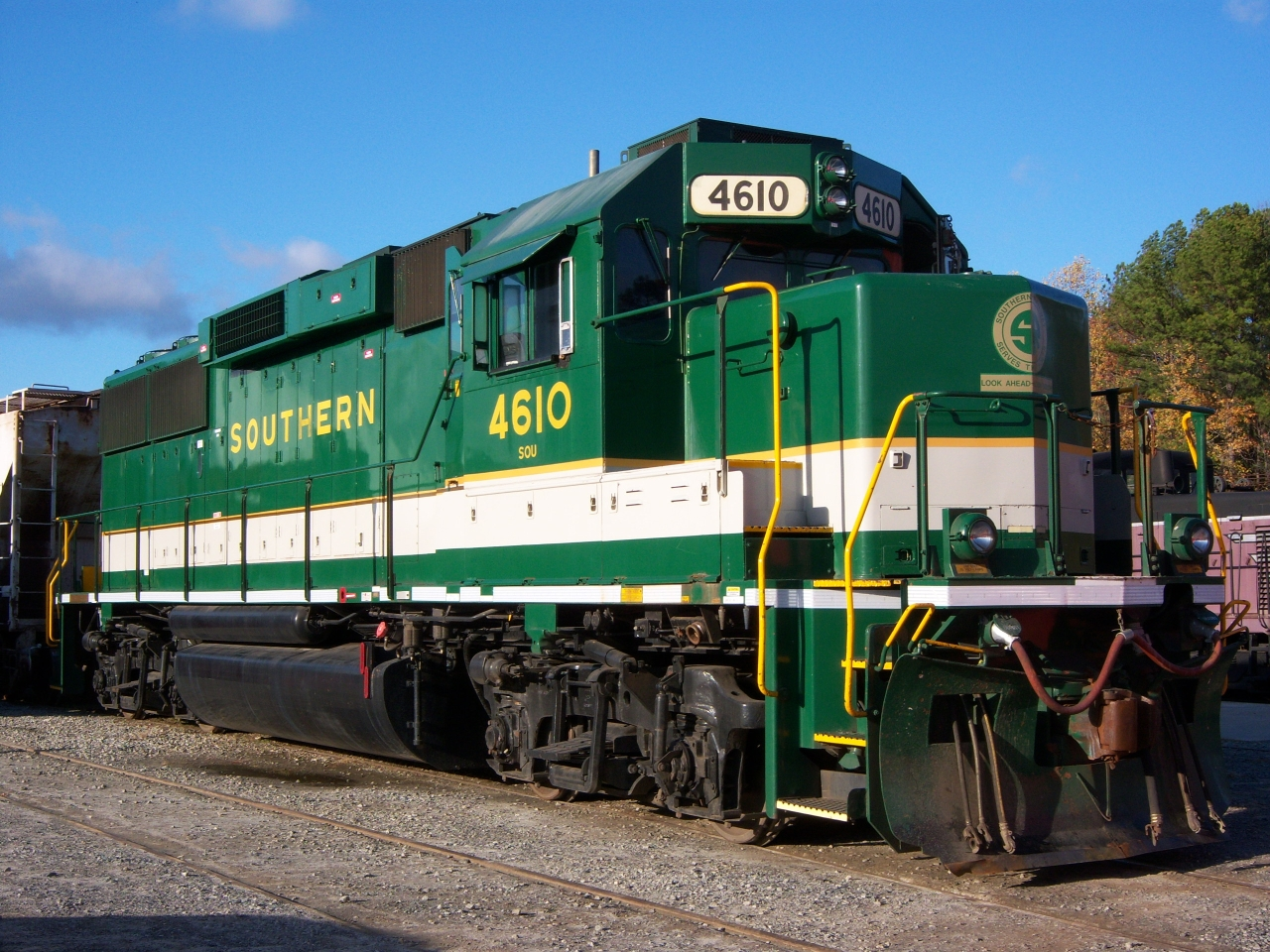
EMD GP59 #4610.
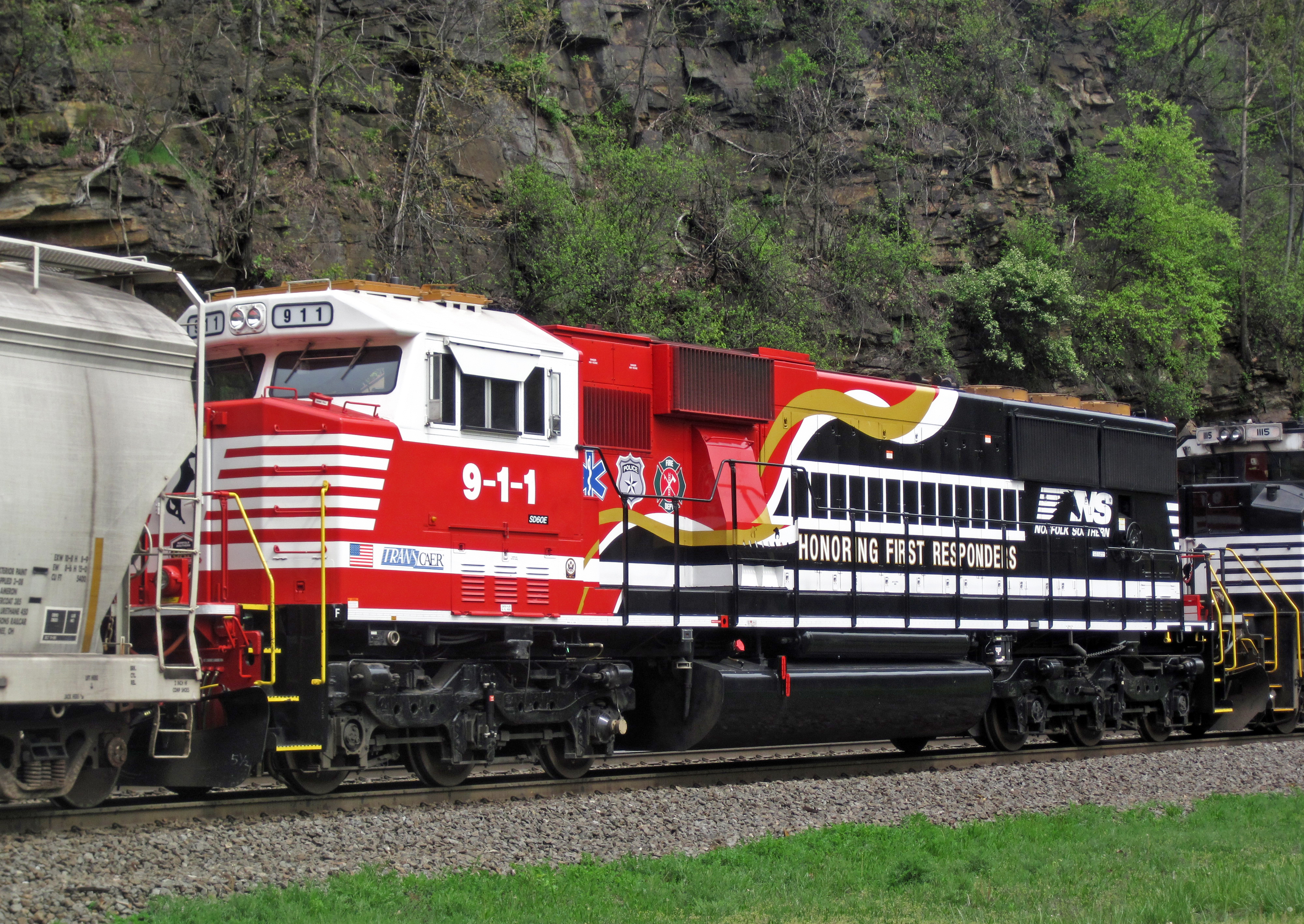
EMD SD60E #911 - Norfolk Southern "Honoring First Responders"

Cores e Pinturas
As locomotivas da NS são frequentemente chamadas, por seus fãs, de "peixe-gato", devido, segundo eles, as faixas frontais parecerem com os "bigodes" do peixe. O atual esquema de pintura para as locomotivas da empresa, inclui a cor preta, a branca e a amarela, para os corrimãos e bordas dos degraus das escadas. O decalque do "cavalo empinado" fica sobre as faixas brancas, tanto na frente quanto na traseira da locomotiva, o qual faz parte de uma campanha de marketing onde a empresa "avisa" ser "A Puro-Sangue do Transporte".
A locomotiva EMD GP59, nº4610 foi pintada nas cores da Southern Railway, uma das formadora da NS, verde e branco, com uma faixa dourada. É muito apreciada por seus fãs. A reforma foi feita em Debutts, Chatanooga-TN, durante o verão de 1994, recebendo nova pintura em 2004 e em 2012, retornando ao esquema branco e preto da NS. Na ocasião da celebração de seus 30 anos, a NS pintou 20 locomotivas, ES44AC e SD70Ace, com o esquema de pintura de suas predecessoras. Muitas de suas locomotivas estão pintadas em várias versões da Operation Lifesaver" ", um programa governamental de prevenção de acidentes.
A NS, apresentou em novembro de 2011, a locomotiva EMD SD60-E, nº 6920, que foi pintada de azul, vermelho, branco e preto, "Honoring our Veterans", em homenagem aos Ex-combatentes norte-americanos. Em 2013, outra EMD SD60-E, a nº 6963, também recebeu um esquema especial de pintura, "GoRail". Em maio de 2015, mais uma EMD SD60-E, recebeu uma pintura especial em homenagem a serviços de pronto atendimento, "Honoring First Responders". Foi renumerada, apropriadamente, com o nº 911.
Em janeiro de 2015, as primeiras locomotivas da série "ECO Class", uma GP50 reconstruída pela NS como GP33ECO  e uma SD33ECO. Esta série são pintadas em dois tons de verde, branco e preto, sendo mais um esquema de pinturas da NS.
Em fevereiro de 2015, a NS apresentou uma locomotiva EMD SD40, nº 3170, totalmente restaurada no esquema Southern Railway "Tuxedo". Esta unidade foi a primeira deste modelo a ser comprada pela Southern e foi desativada em 2007. Em setembro de 2015, foi a vez da EMD SD45-2, nº1700 receber sua pintura original, no esquema da Erie Lackawanna. Uma outra SD40, a nº 1580 foi separada para receber suas cores originais, no esquema da Norfolk and Western, mas ainda não foi apresentada.

### Locomotivas Comemorativas
No início de 2012, a Norfolk Southern pintou dez EMD SD70ACe's e dez GE ES44AC's com o esquema de suas ferrovias predecessoras. Em primeiro de julho de 2012, todas as 20 unidades foram apresentadas no North Carolina Transportation Museum em Spencer, North Carolina, em comemoração ao 30º aniversário da empresa. Essas locomotivas viajaram por várias ferrovias dos Estados Unidos, atraindo a atenção de fãs de ferrovia.
A frota:
| EMD SD70ACe                                   | GE ES44AC                         |
| #1065 Savannah & Atlanta                      | #8025 Monongahela Railway         |
| #1066 New York Central Railroad               | #8098 Conrail                     |
| #1067 Reading Railroad                        | #8099 Southern Railway            |
| #1068 Erie Railroad                           | #8100 Nickel Plate Road           |
| #1069 Virginian Railway                       | #8101 Central of Georgia          |
| #1070 Wabash Railroad                         | #8102 Pennsylvania Railroad       |
| #1071 Central of New Jersey                   | #8103 Norfolk and Western Railway |
| #1072 Illinois Terminal Railroad              | #8104 Lehigh Valley Railroad      |
| #1073 Penn Central Transportation             | #8105 Interstate Railroad         |
| --------------------------------------------- | --------------------------------- |
| #1074 Delaware, Lackawanna & Western Railroad | #8114 Norfolk Southern Railway    |

### Vagões
| Type           | Owned  | Leased | Total  | Total Capacity (Tons) |
| -------------- | ------ | ------ | ------ | --------------------- |
| Gondola        | 33,820 | 3,839  | 37,659 | 4,098,830             |
| Hopper         | 15,234 | 521    | 15,755 | 1,737,636             |
| Box            | 12,356 | 1,470  | 13,826 | 1,151,821             |
| Covered Hopper | 10,558 | 158    | 10,716 | 1,182,466             |
| Flat           | 2,506  | 1,133  | 3,639  | 335,196               |
| Other          | 4,608  | 87     | 4,695  | 225,067               |
| Total          | 79,082 | 7,208  | 86,290 | 8,731,016             |

## Trens com Locomotivas a Vapor
Após a fusão de 1982, o presidente da empresa Robert Claytor manteve o programa de excursões com locomotivas a vapor, iniciado em 1960 por seu irmão, W.Graham Claytor. Na década de 1980, os passeios aumentavam sua distância devido a crescente popularidade pelas locomotivas a vapor, assim a NS precisou de uma locomotiva mais potente, capaz de tracionar mais carros de passageiros. Inicialmente foi utilizada a #2716, da Chesapeake and Ohio, que foi modificada para o padrão da Southern Railway, mas esta locomotiva teve vários problemas mecânicos em menos de um ano de serviço, sendo substituída pela #765 da Nickel Plate Road. Em 1984, a #611 da Norfolk and Western entrou em operação, após uma reforma geral; em 1987, foi a vez da #1218. Essas três locomotivas, além da #750 da Savannah and Atlanta Railroad, assim como as Nickel Plate 587, Louisville & Nashville 152, Atlanta and West Point 290, Tennessee Valley Railroad 610, e Frisco 1522, foram intensivamente utilizadas durante as décadas de 1980 e 1990 para excursões. Devido custos operacionais e de segurança, além da diminuição de malha disponível para viagens, a NS decidiu encerrar essas atividades em 1984.
Em 2010, a NS anunciou que as excursões nas linhas principais retornariam com o programa 21st Century Steam, planejando oferecer excursões com locomotivas a vapor por todo seu sistema, por um período de cinco anos. Além da reabertura de sua oficina de locomotivas a vapor, em 2001, a NS, juntamente com o Tennessee Valley Railroad Museum e o  Fort Wayne Railroad Historical Society iniciaram com a utilização da locomotiva #630 da Southern Railway e da #765 da Nickel Plate Road. A NS providenciou locomotivas Diesel para o caso de alguma falha.
O programa iniciou em 2011 com excursões pelo sul utilizando a #630 e, pelo norte, a #765. Em 2013, um grupo chamado "Fire UP 611", iniciou uma campanha para restaurar a N&W J class #611 em condições operacionais, para participar desse programa. Ela foi levada do Virginia Museum of Transportation para o North Carolina Transportation Museum, em 2014, para ser reformada nas oficinas de Spencer, NC. No mesmo ano, o Tennessee Valley Railroad Museum completou a reforma da #4501 da Southern Railway , a qual se juntou ao programa para a temporada de 2015, tracionando trens no Tennessee, Virginia e Georgia. A reforma completa da #611 terminou em maio de 2015, que foi celebrada com uma viagem a Roanoke, Virginia, onde ela foi originalmente construída. Depois de várias excursões e aparições especiais, ela encerrou sua participação no "21st century steam" e ambos foram desativados em 2015.
Em 2016, a 611 continuou seu trabalho em North Carolina e Virginia, com excursões patrocinadas pelo North Carolina Transportation Museum ou pelo Virginia Museum of Transportation. Em setembro de 2016, a 611 retornou a sua posição estática no museu de Virginia.

## Reconhecimento
Em 2012, a Norfolk Southern Railway conseguiu o primeiro lugar no E.H. Harriman Award, no Grupo A (ferrovias que utilizaram mais de 15 milhões de horas-homem trabalhados) em um ano. Esse prêmio, que reconhecia as ferrovias que tiveram as menores taxas de acidentes para 200 mil horas-homem trabalhados, foi descontinuado em 2012. Em 2011, o presidente da NS, Wick Moorman, foi nomeado "ferroviário do ano", pela revista  Railway Age.